# Булатка
Булатка (тат. Булат) — река в России, протекает по Зеленодольскому району Республики Татарстан. Устье реки находится в 3,3 км по правому берегу реки Аря. Длина реки составляет 15 км, площадь водосборного бассейна 57,7 км².
Исток реки в лесу к юго-западу от села Нурлаты. Река течёт на северо-восток, протекает сёла Нурлаты и Молвино, местами пересыхает. Впадает в Арю северо-восточнее Молвина.

## Данные водного реестра
По данным государственного водного реестра России относится к Верхневолжскому бассейновому округу, водохозяйственный участок реки — Волга от Чебоксарского гидроузла до города Казань, без рек Свияга и Цивиль, речной подбассейн реки — Волга от впадения Оки до Куйбышевского водохранилища (без бассейна Суры). Речной бассейн реки — (Верхняя) Волга до Куйбышевского водохранилища (без бассейна Оки).
Код объекта в государственном водном реестре — 08010400712112100003108.